# Restaurant tournant

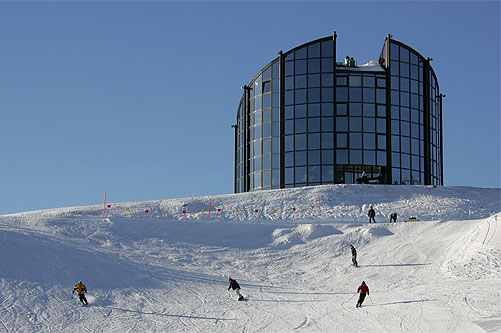
Restaurant tournant à Leysin en Suisse.

Un restaurant tournant est un restaurant dont les tables et les chaises recevant les clients sont installées sur un plancher tournant.
Le bâtiment est immobile, seuls les convives sont transportés par le plancher tournant, généralement au rythme d'un tour par heure.
Les restaurants tournants sont des restaurants panoramiques, installés dans les étages supérieurs d'hôtels, de tours de télévision de gratte-ciel ou encore sur des sommets montagneux. Ils offrent une vue panoramique à 360 degrés sur la ville ou le paysage environnant.

## Historique
La toute première œuvre de ce type, la "Cenatio rotunda" a été édifiée par Néron entre l'an 54 et 68,. Suétone en affirmait qu’elle « était ronde, tournait jour et nuit sur elle-même en imitant le mouvement du monde », dans la biographie de l'empereur. Les vestiges en ont été mis au jour en 2009 par une équipe franco-italienne d'archéologues, sous la direction de Françoise Villedieu, directrice de recherches au CNRS.
Le premier restaurant tournant des temps modernes a été conçu par le cabinet d'architectes allemands Will Schwarz au sommet de la Tour Florian à Dortmund. Il a été mis en service le 1er mai 1959. Un an plus tard, en avril 1961, est inaugurée la Tour du Caire et son restaurant panoramique tournant, conçu par l'architecte égyptien Naoum Shebib,.
John Graham, architecte de Seattle, eut le premier l'idée d'un restaurant de ce type aux États-Unis. Il a construit en 1961 le restaurant La Ronde au sommet d'un immeuble de bureaux de vingt-trois étages dans le centre commercial Ala Moana à Honolulu. Ce restaurant inauguré en novembre 1961 n'existe plus aujourd'hui. Un an plus tard, Graham fut chargé de concevoir le « Space Needle » pour l'exposition universelle de Seattle. Ce restaurant tournant est en service depuis le 21 avril 1962 dans une tour de 184 mètres.
Suit le restaurant tournant de la Tour du Danube de Vienne qui ouvre ses portes en 1964. Le fameux restaurant tournant du Piz Gloria dans l'Oberland bernois en Suisse est la base du SPECTRE dans le film de James Bond Au service secret de sa majesté. À son inauguration en 1969, il est le plus haut restaurant tournant au monde à une altitude de 2.970m. En 1969 fut également inauguré le restaurant panoramique tournant de la tour de télévision de Berlin. Le Drehrestaurant Allalin, situé au Mittelallalin au-dessus de Saas Fee en Suisse et culminant à 3500 mètres d'altitude, est le plus haut restaurant tournant du monde.

## Liste de restaurants tournants

### Allemagne
- Berlin : Fernsehturm
- Düsseldorf : Rheinturm
- Dortmund : Tour Florian
- Münich : Olympiaturm

### Australie
- Sydney : Sydney Tower

### Autriche
- Tour du Danube, Vienne

### Canada
- Québec : Le Concorde
- Toronto : Tour CN
- Calgary
- Niagara Falls
- Montréal : Portus 360

### Congo (République du Congo)
- Tour Jumelle de Mpila Chacona, Brazzaville

### Corée du Nord
- Hôtel international Yanggakdo, Pyongyang
- Hôtel Ryugyong, Pyongyang

### Egypte
- La tour du Caire

### États-Unis

#### Indiana
- The Eagle's Nest, Hyatt Regency Hotel, Indianapolis

#### Missouri
- Top of the Riverfront, Millennium Hotel, St. Louis

#### Texas
- Tower of the Americas, San Antonio (Texas)

#### Nevada
- Stratosphere, Las Vegas (Nevada)

### Finlande
- Tour de Puijo, Kuopio (Savonie du Nord)

### France
- Palavas-les-Flots : Phare de la Méditerranée (ancien château d'eau reconverti)
- Mulhouse : Tour de l'Europe, le restaurant est en activité mais il n'est plus tournant, le mécanisme d'entraînement étant en panne.

### Iran
- Borj-e Milad, Téhéran

### Malaisie
- Menara Kuala Lumpur, Kuala Lumpur
- Bayview Hotel, George Town (Penang)

### Mexique
- Restaurant Bellini - World Trade Center Mexico, District Fédéral, le restaurant tournant le plus grand par la taille au monde[10]

### Norvège
- Tyholttårnet, Trondheim

### Nouvelle Zélande
- Orbit 360 Dining, Sky Tower, Auckland

### Suisse
- Piz Gloria, Schilthorn 2 970 m (Mürren, Berne), ouvert en 1969
- Allalin (Three Sixty), 3 456 m, Mittelallalin (Saas Fee, Valais), construit à la fin des années 1980. Il est le plus haut restaurant tournant au monde[11].
- Le Kuklos, La Berneuse 2 045 m, (Leysin, Vaud), ouvert en 1990[12]
- Rondorama, Stanserhorn 1 898 m (Stans, Nidwald), ouvert en 2001
- Drehrestaurant, Hoher Kasten 1 898 m, (Brülisau, Appenzell Rhodes-Intérieures/Altstätten, Saint-Gall), ouvert en 2007

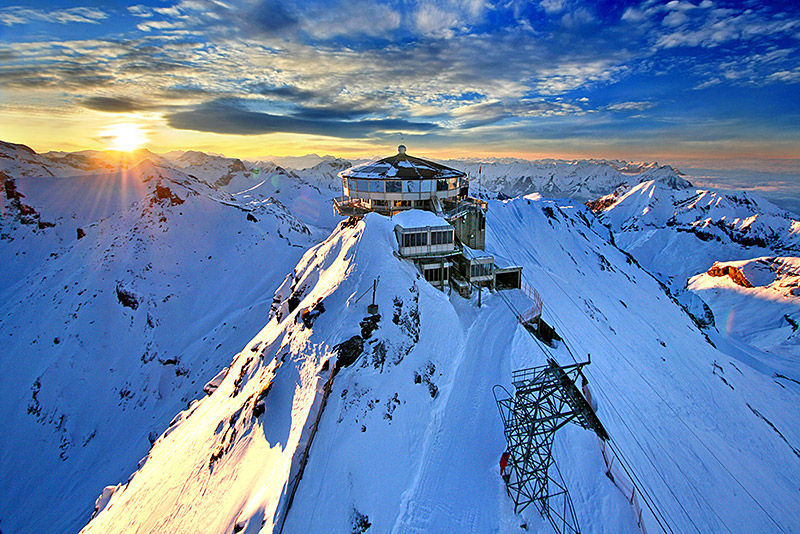
Le Piz Gloria
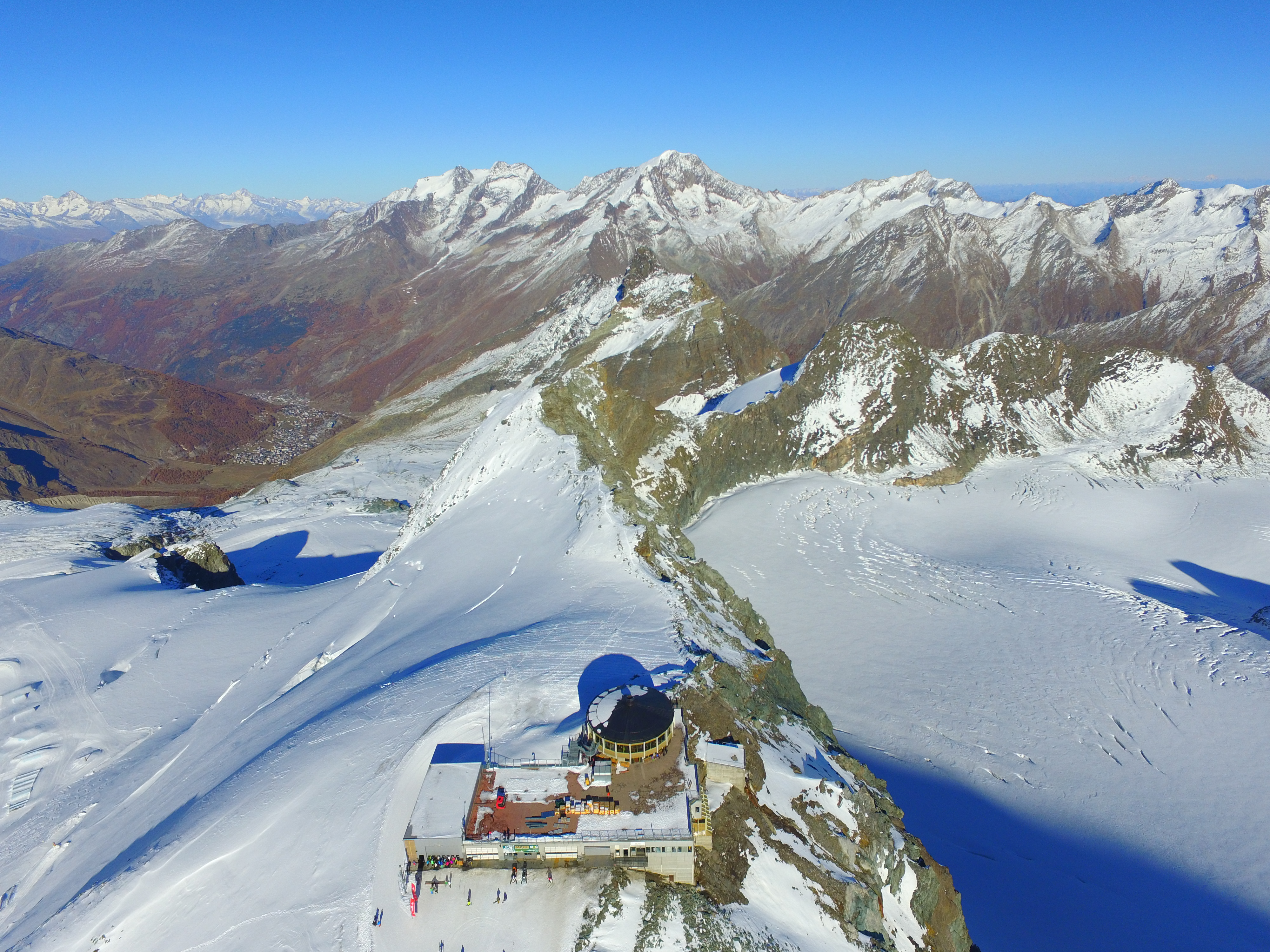
Le restaurant tournant Allalin
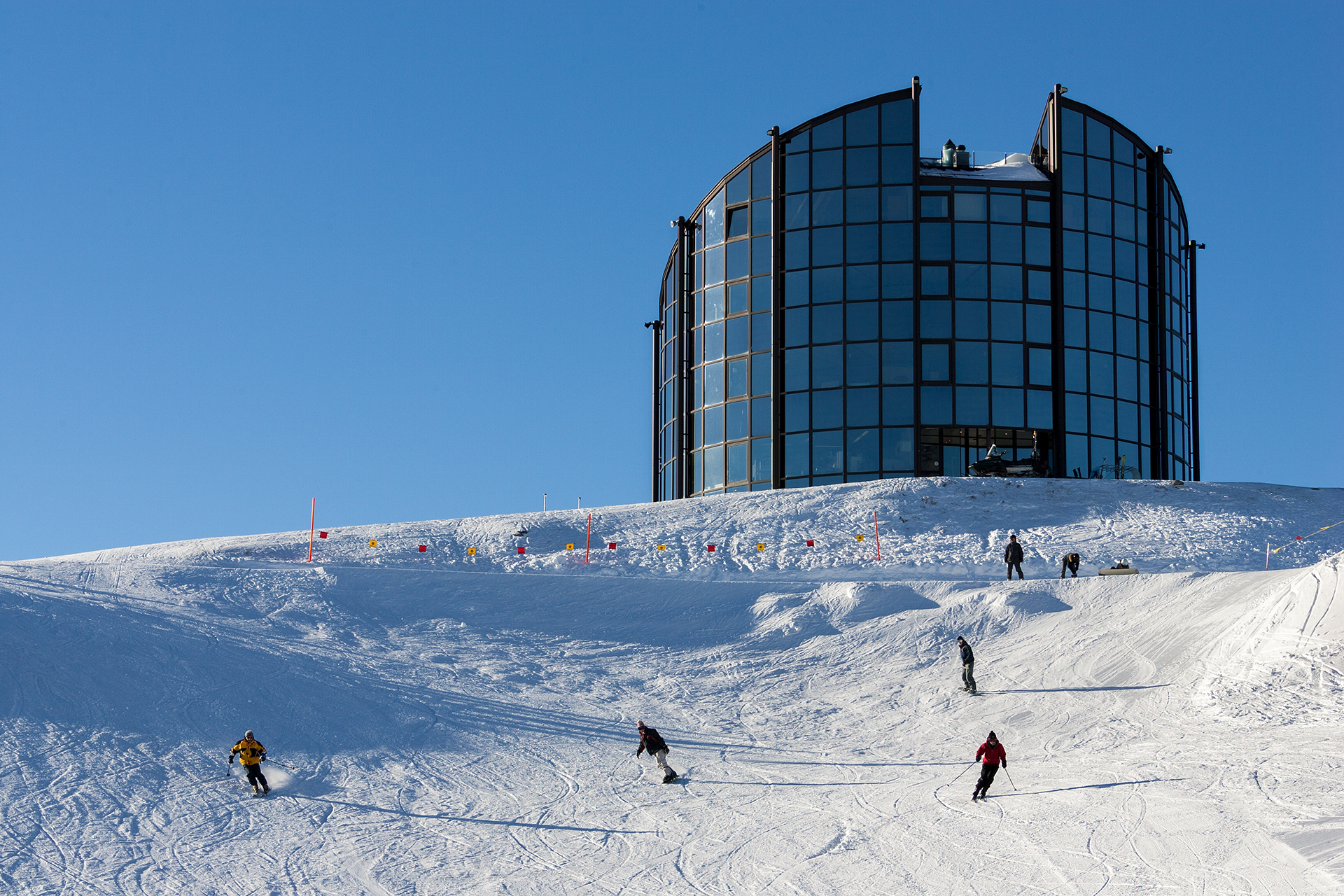
Le Kuklos
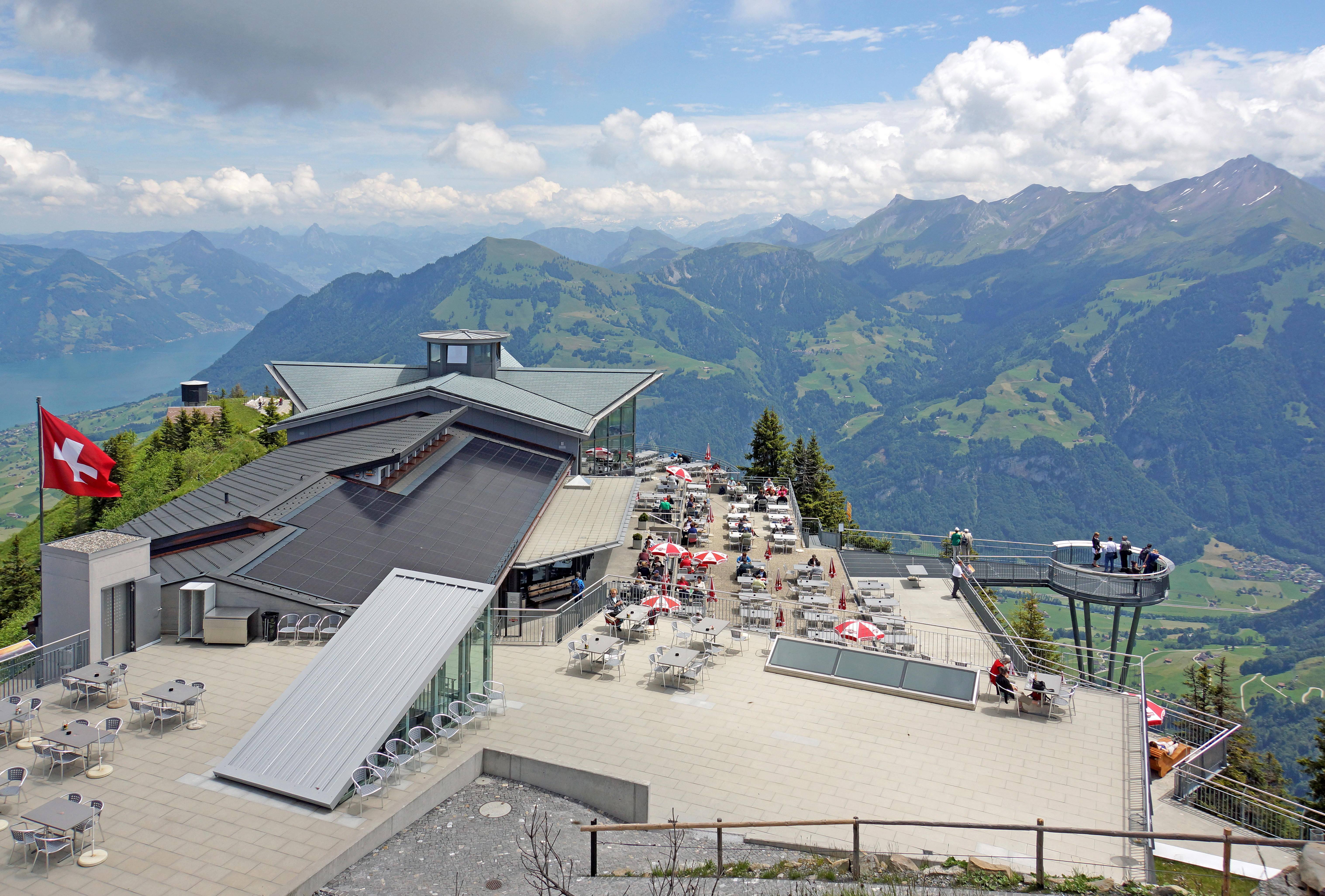
Le Rondorama
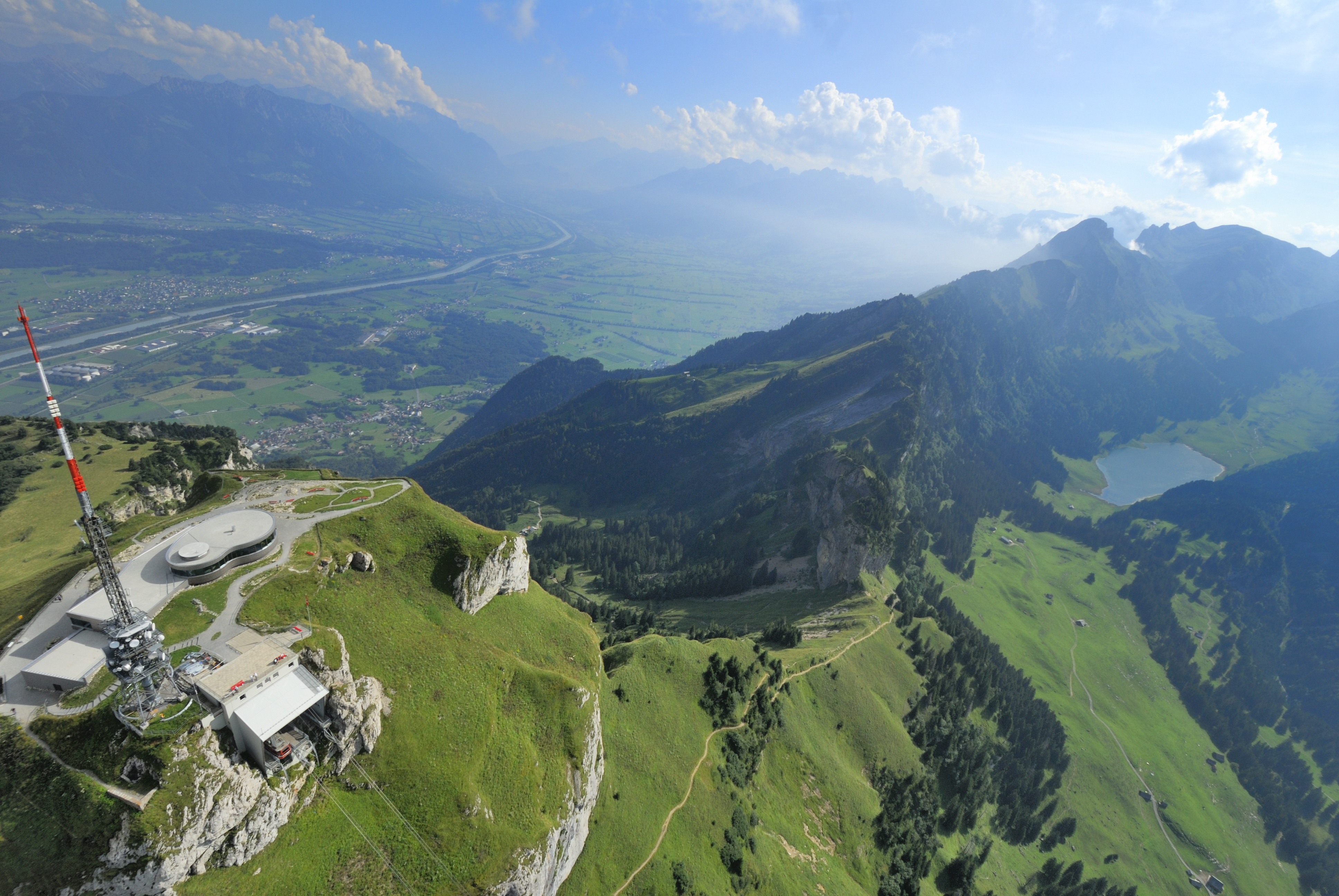
Le restaurant tournant du Hoher Kasten

### Thaïlande
- Sky View 360, Tour Grand China, Chinatown, Bangkok